# Большая Пица
Большая Пица — село в Дальнеконстантиновском районе Нижегородской области России. Входит в состав Малопицкого сельсовета.

## География
Располагается в 9 км от Дальнего Константинова и в 62 км от Нижнего Новгорода.

## Население
| 2002 | 2010 |
| ---- | ---- |
| 34   | ↘9   |

Национальный состав
Согласно результатам переписи 2002 года, в национальной структуре населения русские составляли 100 % из 34 человек.

## Известные уроженцы
Пландин, Иван Михайлович (1888—1966) — русский советский художник, фотограф, деятель музейного дела. Художник, экскурсовод, заведующий Художественно-историческим музеем имени А. Григорьева в г. Козьмодемьянске Марийской АССР (1934―1946). Заслуженный деятель искусств Марийской АССР (1958). Член Союза художников СССР и Всероссийского союза фотографов. Участник Первой мировой войны и Гражданской войны в России.